# Waitotara
La ville de Waitotara est une localité du sud de la région de Taranaki, située dans l’Île du Nord de la Nouvelle-Zélande.

## Situation
La ville de Waverley est à 10 km vers le nord-ouest, et Wanganui est à 34 km vers le sud-est.
La route State Highway 3/S H 3 (en) passe à travers la ville.
La rivière Waitotara s’écoule au-delà du côté est de la ville,.

## Population
La population était de 66 habitants lors du recensement de 2006 en Nouvelle-Zélande, en diminution de 33 résidents par rapport à celui du 2001.
Plus de 30 maisons furent évacuées durant l’inondation de février 2004.

## Activités économiques
Un abattoir pour la congélation est le principal employeur de la ville.

## Éducation
L’école Waitotara School est une école primaire mixte allant de l'année 1 à 8, avec un taux de décile de 2 et un effectif de 22 élèves. L’école fut fondée en 1874.